# ピエテル・サミュエル・ムンク
ピエテル・サミュエル・ムンク・アフ・ルーセンフェルトゥ（スウェーデン語：Peter Samuel Munck af Rosenschöld、1804年11月20日～1860年1月1日）は、スウェーデンの物理学者、音楽家。半導体の発見史において、1874年にフェルディナント・ブラウンによって硫化金属の電導性と交流の整流作用が観測されたが、この効果を1835年に、すでにピエテル・サミュエル・ムンクが発見していたことで名を残している。

## 生い立ち
ピエテル・サミュエル・ムンクは、弁護士のヨハン・ムンク (1799年に兄弟とともにムンク・アフ・ルーセンフェルトゥの騎士に叙任）とサミュエル・レムヘン教授とブリタ・フォン・ラジャリンの娘であったレベッカ・レムヘンとの間に生まれた。

## 経歴・業績
彼はルンド大学で学び、1823年にローレンツ・フレドリック・ウェストマンの指導で王権の概念について『De notione rei per se, ejusque ad notionem phænomeni ratione』（事物それ自体の概念、および現象の概念との関係）で法哲学の博士論文を作成した。1826年には美学の論文『On the first attempt at a theory of the fine arts, that he presented to Anders Lidbeck』（美術理論の最初の試みについて）で哲学修士になった。
1829年には同大学の物理学の助教になり、1832年に講師になった。物理学に関する研究は1837年に出版された。また、ヨハン・クリスチャン・ポッゲンドルフが発行する『物理学年報』（ポッゲンドルフ年報）に9本の論文を寄稿し、1835年にはピエテル・サミュエル・ムンクの論文『Versuche über die Fähigkeit starrer Körper zur Leitung der Elektrizität』（固体の電導性に関する実験）が掲載されている。
この論文では、導電材料の粉末が高電圧放電によって抵抗値が急激に低下することを観察したことを報告し、コヒーラ検波器の発明はじめ、無線電信やラジオの発明に貢献した。この報告は、1890年にエドアール・ブランリーによって再発見され、ブランリーはコヒーラ検波器を設計する際に、この発見の恩恵を受けた。
『ポッゲンドルフ年報』に掲載されたピエテル・サミュエル・ムンクの論文のひとつがきっかけで、1836年、ヤコブ・ベルゼリウスとの間に論争が起こった。この争いは、ピエテル・サミュエル・ムンクやその弟子たちが、化学の教授職を申請したにもかかわらず、誰一人として受理しようとせす、提案すらされなかった理由として理解されている。
また、ピエテル・サミュエル・ムンクはロマン派の人間として、音楽の基本的構造に興味を持ち、1847年にスウェーデン科学アカデミーのために「新しい音律の確立の試み」を書いた。この論文は、12鍵ではなく19鍵でオクターブを形成しようとする試みであった。1850年にスウェーデン王立音楽アカデミー会員に選出された。
スコーネを訪れた際、トッペラドゥゴードで未婚のまま死去した。